# Gikyode (Volk)
Die Gikyode sind ein Volk in Ghana, das auch Kyode, Chode und Akyode genannt wird.
Die Gikyode leben im zentralen Osten des Landes an der Grenze zu Togo. Die Gikyode gehören zu den Nord-Guang Volksgruppen. Einige Ähnlichkeit besteht auch mit den Ginyanga aus Togo.
Sie sprechen als Muttersprache das Gikyode. Die Bevölkerungszahl der Gikyode wird zwischen 10.400 und 11.000 angegeben.